# الكسندر فون بريل
الكسندر فون بريل عالم رياضيات ألماني (بالألمانية: Alexander von Brill)‏ ولد في 20 سبتمبر 1842 وتوفي في 18 يونيو 1935.

## حياته
ولد العالم اليكساندر ويلهلم فون بريل في دارمشتات. تلقى تعليمه في جامعة غيسن وحصل على الدكتوراه تحت إشراف ألفريد كليبسش. عمل بوظيفة بروفيسور في جامعة توبنغن حيث كان ماكس بلانك من بين طلابه. في عام 1933 انضم إلى رابطة المعلمين الاشتراكية الوطنية كأحد الأعضاء الأولين من توبينغن.

## ابحاثة العلمية
- محاضرات حول مقدمة إلى ميكانيكا العامة.[2]
- تمثيلات رسومية من الرياضيات البحتة والتطبيقية.[3]
- محاضرات حول مستعر أعظم.
- تطوير نظرية وظائف الجبر في العصور القديمة والأكثر حداثة.[4]
- محاضرات على المنحنيات الجبرية.
- الجبر وتطبيقها في الهندسة.

## انظر ايضاً
- الرياضيات في الفلك
- الفيزياء النظرية
- جورج دانتزغ

## وصلات خارجية
- صيغة تشاسليز-كايلي-بريل
- نظرية بريل-نويثر